# Fartygschef
En fartygschef (FC) är i örlogsflottan ett fartygs befälhavare.
Fartygschefen har det yttersta ansvaret för verksamheten, säkerheten och navigationen i ett örlogsfartyg. Detta ansvar gäller under hela den period som fartygschefen har befälet över sitt fartyg, även då befäl med högre tjänsteställning finns ombord.
Befälstecken i fartygets stortopp eller, då mast saknas, på särskild flaggstång, anger fartygschefens tjänsteställning. I de flesta länder för amiral en flagga som sitt befälstecken medan officer för vimpel och underofficer för örlogsgaljadet.